# Svante af Klinteberg
Svante af Klinteberg (6 marzo 1939 – 31 dicembre 2022) è stato un cestista svedese.

## Carriera
Con la Svezia ha disputato i Campionati europei del 1961.